# Бутковський Микола Анатолійович
Микола Анатолійович Бутко́вський (нар. 14 липня 1960, Житомир) — український живописець і графік; член Національної спілки художників України з 1992 року. Заслужений художник України з 2018 року.

## Біографія
Народився 14 липня 1960 року в місті Житомирі (тепер Україна). 1984 року закінчив Московське художнє училище (майстерня В. Пастухова); у 1990 році — Московський художній інститут (майстерня Бориса Дехтерьова). З 1992 року працював викладачем спеціальних дисциплін у дитячій художній школі Житомира, з 1997 року — в училищі культури. Живе в Житомирі, в будинку на вулиці Великій Бердичівській № 105, квартира 71.

## Творчість
Серед робіт:
графіка
- «Суєта суєт і все суєта» (1992);
- «Корабель дурнів» (1992);
- серія «Надія живить...» (1993);
- «Віз» (1993);
- «Блазні» (1995);
- «Пісні кохання» (1995);

живопис
- «Туман над містом» (1998);
- «Без слів» (1998);
- «Коли опадає цвіт» (1999);
- «Зустріч коло синього човна» (2001);
- «Дегустація» (2003);
- «Похід...» (2003);
- «Свято» (2003).

З 1988  року бере участь у міжнародних та всеукраїнських виставках. Персональні відбулися у селі Кмитові (1991), Житомирі (1993, 1998–1999), Києві (1995).